# Kościół św. Wawrzyńca w Schaan
Kościół św. Wawrzyńca (niem. Kirche St. Laurentius) – rzymskokatolicka świątynia parafialna w liechtensteińskim mieście Schaan.

## Historia

### Stary kościół
Pierwsza wzmianka o kościele pochodzi z 1300 roku. W 1386 kościół został własnością kapituły katedralnej w Chur. W 1394 świątynię przebudowano, a w 1500 wyremontowano. Spłonął podczas pożaru miejscowości w 1577. W 1726 zainstalowano nowe sklepienie, które odnowiono w 1755 roku. Kościół okazał się być za mały, by pomieścić wszystkich mieszkańców wsi, a z powodu braku miejsca na rozbudowę oraz zły stan techniczny obiektu, w 1900 zdecydowano się go rozebrać. Pozostawiono wieżę oraz otaczający kościół cmentarz.

### Nowy kościół
Wmurowanie kamienia węgielnego nastąpiło w 1888 roku. Kościół wzniesiono około 200 metrów na południe od starego budynku. Wybudowano go według projektu Gustava von Neumanna, austriackiego architekta. Ponad połowę kosztów związanych z budową pokrył Jan II Dobry, książę Liechtensteinu. Świątynię konsekrowano w 1893. W latach 1968–1978 trwała renowacja, którą kierował Eduard Ladner. Posadzkę wyłożono marmurem, wymieniono ołtarz i usunięto ambonę.

## Architektura
Świątynia neogotycka, trójnawowa, wzniesiona z kamienia na planie krzyża. W południowo-zachodni narożnik wbudowana jest wysoka na 81 metrów wieża okryta ośmiospadzistym dachem namiotowym. We wnętrzu wieży zawieszone jest 6 dzwonów.

## Galeria

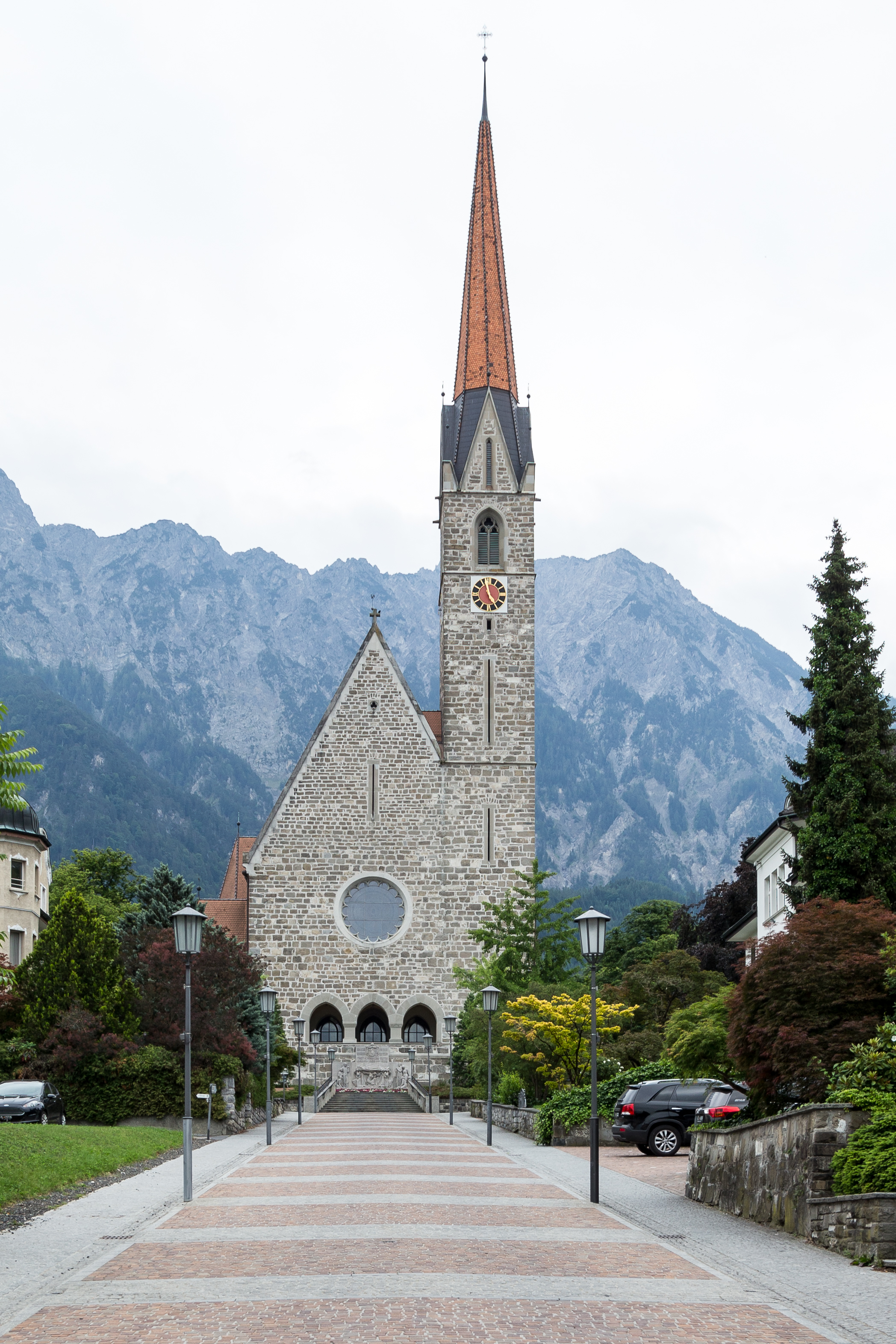
Fasada
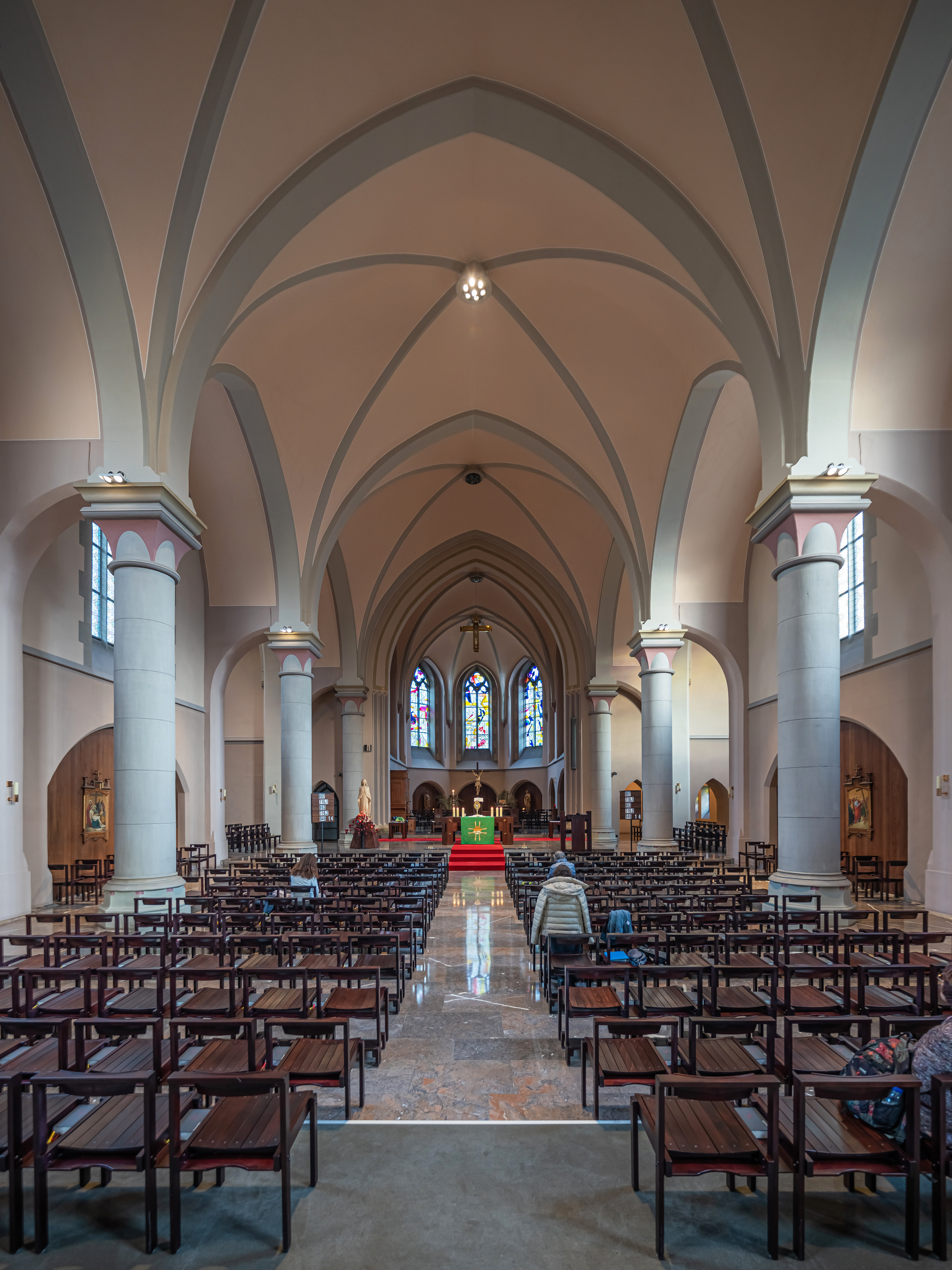
Wnętrze
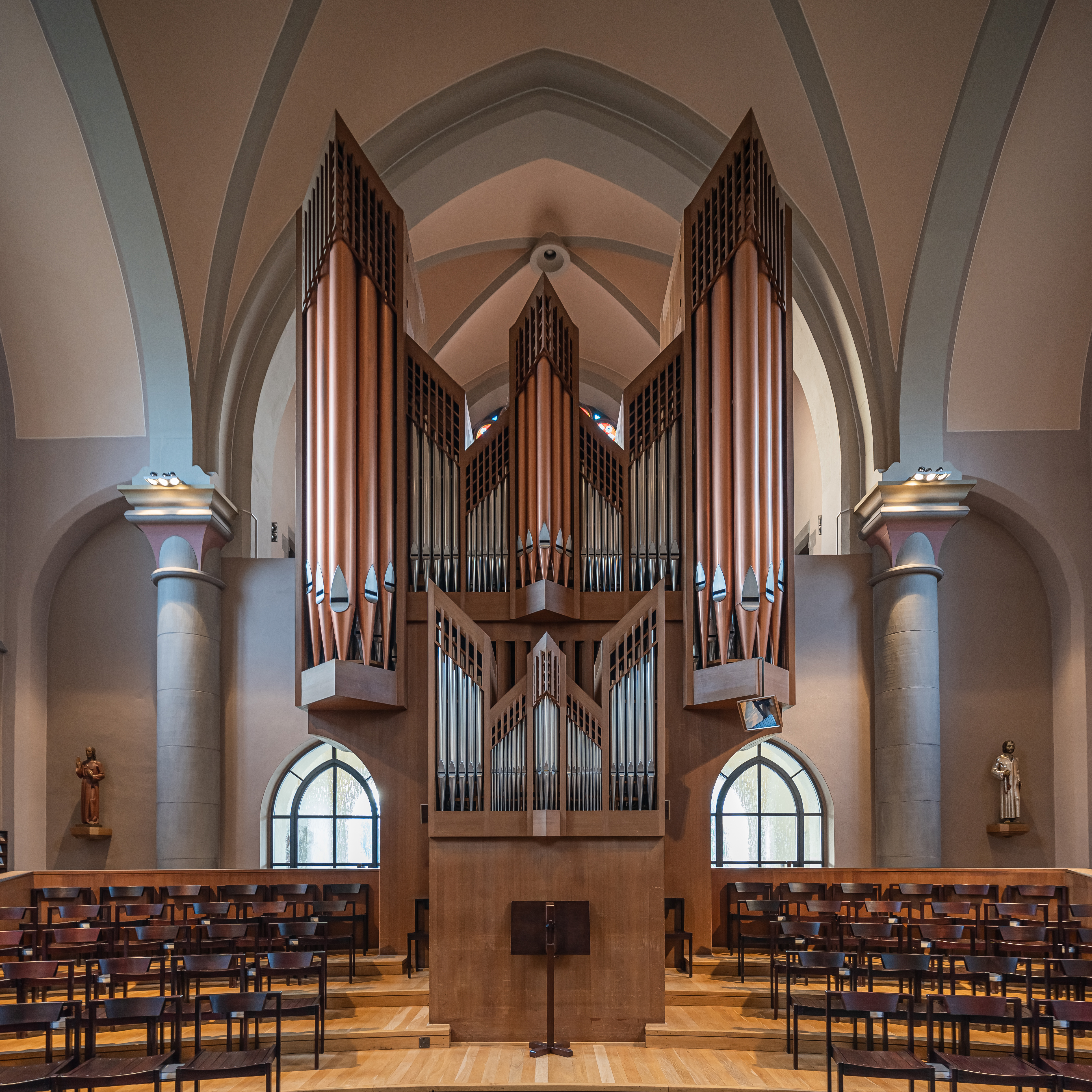
Organy
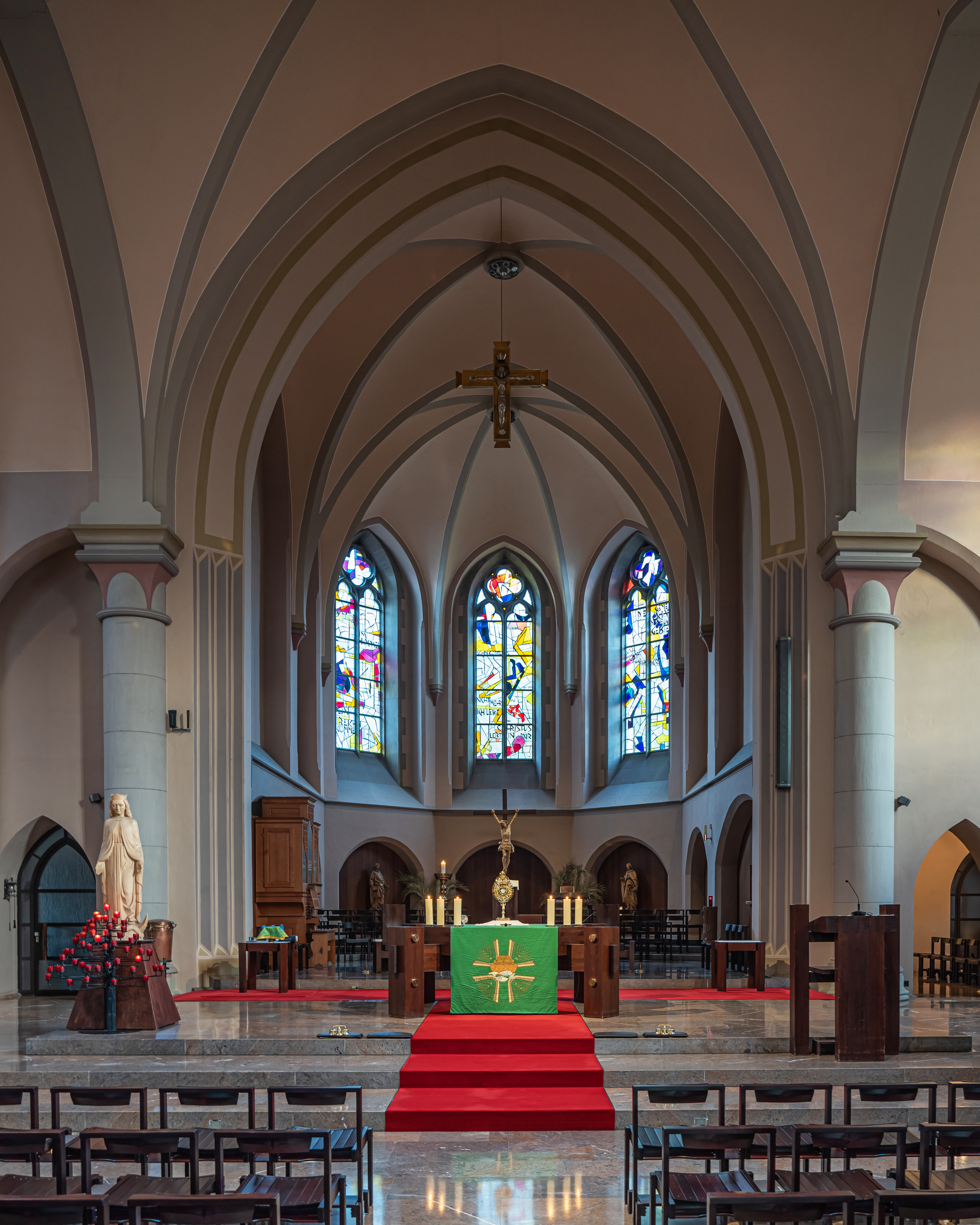
Ołtarz